# Stanley Tong

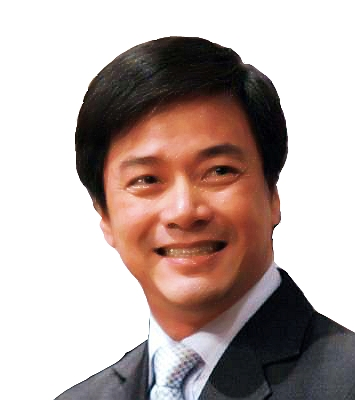
Stanley Tong, 2012

Stanley Tong Kwai-Lai (chinesisch 唐季禮 / 唐季礼, Pinyin Táng Jìlǐ, Jyutping Tong4 Gwai3lai5, kantonesisch Tong Kwai-Lai; * 7. April 1960 in Hongkong) ist ein Filmregisseur, Produzent sowie Drehbuchautor.

## Leben und Wirken
Seine Karriere im Filmgeschäft begann Stanley Tong als Stuntman in den 1980er Jahren für Jackie Chan, mit dem er auch mehrfach als Regisseur zusammenarbeitet. Sein Filmdebüt als Regisseur gab er 1989 (Angel 3). Er drehte einige Hongkong-Filme, bevor er mit Rumble in the Bronx 1994 sein Debüt in Hollywood gab. Als Regisseur und Produzent war er Ende der 1990er Jahre an der Serie Martial Law – Der Karate-Cop beteiligt.
Tongs Schaffen als Regisseur umfasst mehr als ein Dutzend Film- und Fernsehserien. Als Produzent war er in verschiedenen Positionen an mehr als 15 Produktionen beteiligt.

## Auszeichnungen (Auswahl)
- 1993: Hong Kong Film Awards: Nominierung Beste Action Choreographie für Police Story 3
- 1996: Hong Kong Film Awards: Gewinner Beste Action Choreographie für Rumble in the Bronx
- 1996: Golden Horse Film Festival: Gewinner Beste Actionregie für Jackie Chans Erstschlag
- 1997: Hong Kong Film Awards: Gewinner Beste Action Choreographie für Jackie Chans Erstschlag
- 2001: Hong Kong Film Awards: Nominierung Beste Action Cherographie für China Force Strike
- 2006: Hong Kong Film Awards: Nominierung Beste Action Cherographie für Der Mythos
- 2006: Hundred Flowers Awards: Nominierung Beste Regie für Der Mythos

## Filmographie (Auswahl)

### Als Regisseur
- 1989: Angel 3 (Tian shi xing dong III mo nu mo ri)
- 1991: Stone Age Warriors (Mo yu fei long)
- 1992: Swordsman II
- 1993: Once a Cop (Chao ji ji hua)
- 1993: Police Story 3 (Ging chaat goo si 3: Chiu kap ging chaat)
- 1994: Rumble in the Bronx (Hung faan aau)
- 1996: Jackie Chans Erstschlag (Ging chaat goo si 4: Ji gaan daan yam mo)
- 1997: Mr. Magoo
- 1998–1999: Martial Law – Der Karate-Cop (Fernsehserie, 3 Episoden)
- 2000: China Strike Force (Leui ting jin ging)
- 2002: A Wicked Ghost III: The Possession (Liáo zhai zhì yì zhi niè yù gu gui)
- 2005: Der Mythos (San wa)
- 2017: Kung Fu Yoga – Der goldene Arm der Götter (Gongfu yujia)
- 2020: Vanguard – Elite Special Force (Ji xian feng)

### Als Drehbuchautor
- 1990: Lan Du Cai Shen
- 1991: Stone Age Warriors (Mo yu fei long)
- 1993: Once a Cop (Chao ji ji hua)
- 1996: Jackie Chans Erstschlag
- 2000: China Strike Force (Leui ting jin ging)
- 2005: Der Mythos
- 2012: Armour of God – Chinese Zodiac (Sap ji sang ciu)
- 2017: Kung Fu Yoga – Der goldene Arm der Götter (Gongfu yujia)
- 2020: Vanguard – Elite Special Force (Ji xian feng)

### Als Produzent
- 1991: Stone Age Warriors (Mo yu fei long)
- 1998: Martial Law – Der Karate-Cop (Fernsehserie)
- 2000: China Strike Force (Leui ting jin ging)
- 2002: A Wicked Ghost III: The Possession (Liáo zhai zhì yì zhi niè yù gu gui)
- 2002: Flatland (Fernsehserie)
- 2003: Love in the City (Nan cai nu mao) (Fernsehserie)
- 2005: DragonBlade
- 2005: The Monster (Gwai muk)
- 2007: The Diary (Nan cai nu mao)
- 2012: Armour of God – Chinese Zodiac (Sap ji sang ciu)
- 2017: Kung Fu Yoga – Der goldene Arm der Götter (Gong fu yu jia)
- 2020: Vanguard – Elite Special Force (Ji xian feng)